# Ago-Endrik Kerge
Ago-Endrik Kerge (também Endrik Kerge; 8 de abril de 1939, em Tallinn - 25 de abril de 2021) foi um dançarino, mestre de balé, director e actor da Estónia.
Em 1959 Kerge formou-se na Escola Coreográfica de Tallinn. Em 1976 ele concluiu mais uma formação no Conservatório Estatal de Tallinn no Departamento de Artes Cénicas. De 1959 de 1976 (intermitentemente) foi solista de balé no Teatro Estoniano. De 1967 a 1969 foi solista de balé no Salão de Música de Leningrado.
De 16 de outubro de 2004 a 2005, Ago-Endrik Kerge foi um membro suplente do Riigikogu, em representação do Partido Res Publica.
Kerge foi casado com a bailarina, actriz e cantora Ülle Ulla de 1962 até se divorciarem em 1971. A partir de 1983 ele foi casado com a actriz Elle Kull.
Prémios:
- 1967: Artista de Mérito da RSS da Estónia
- 2001: Ordem da Estrela Branca, V classe[3]